# Temoyong
Temoyong is een bestuurslaag in het regentschap Batam van de provincie Riau-archipel, Indonesië. Temoyong telt 1319 inwoners (volkstelling 2010).